# アメロゲニン
アメロゲニンは歯のエナメル質に存在するタンパク質であり、細胞外マトリックスの一種で分子サイズ5-30kDaにおよぶ様々な大きさのタンパク質の複合体である。歯の発生時期において、エナメル質は30%のタンパク質を持ち、その90%がアメロゲニンである。成熟エナメル質には存在しなく、歯の発生の段階で、石灰化が進むにつれて種々のセリンプロテアーゼやエナメライシン(MMP-20)によって分解される。他のエナメルタンパクとしては、アメロブラスチン、エナメリン、w:tuftelins等が有る。

## 機能
その機能はまだ完全には理解されていないが、歯の発生時期において、エナメル小柱を作る機能を持つと考えられている。
最新の研究は、エナメル質の石灰化中にこのタンパク質がハイドロキシアパタイトの結晶の開始と成長を管理していることを示している。さらに、アメロゲニンはセメント質の形成において、セメント芽細胞を助けると考えられている。
また、C. albicansに対する強い抗菌性を持つことが報告されている。

## 変異
アメロゲニン遺伝子は単一コピー遺伝子である。相同体はXp22.1-Xp22.3 and Yp 11.2 [5]に位置する 。

## 臨床的意義
AMELX の変異はエナメル質の発生における疾患であるエナメル質形成不全症の原因となる。

## References
1. ↑  Amelogenin - MeSH・アメリカ国立医学図書館・生命科学用語シソーラス（英語）
2. ↑  Dale R. Eisenmann 著「第10章　エナメル質の形成」、A. R. Ten Cate　編著 編『Ten Cate 口腔組織学』脇田稔　訳（第5版）、医歯薬出版、2001年3月20日（原著1998年）、250頁。ISBN 4-263-45515-0。
3. ↑  『口腔生化学』監修 早川太郎、須田立雄、木崎治俊（第5版）、医歯薬出版、2011年7月。ISBN 978-4-263-45645-3。 NCID BB06165241。
4. ↑  前野正夫 著「chapter9 硬組織の構造と機能　G骨と歯の有機成分-2」、編著　安孫子宣光・阿部公生・池尾隆・大塚吉兵衛・藤田厚 編『スタンダード生化学・口腔生化学』（第1版）学建書院、2003年3月30日、178頁。ISBN 4-7624-0633-3。
5. ↑  海老沢政人、大島朋子、長野孝俊、五味一博「アメロゲニンの口腔内微生物に対する抗菌効果」『日本歯科保存学雑誌』第50巻第3号、日本歯科保存学会、2007年6月30日、386-394頁、ISSN 0387-2343、NAID 10019565381。
6. ↑  Nakahori Y, Takenaka O, Nakagome Y. (1991). “A human X-Y homologous region encodes "amelogenin"”. Genomics. 9 (2):  264–9. doi:10.1016/0888-7543(91)90251-9. PMID 2004775.
7. ↑  Wright JT (December 2006). “The molecular etiologies and associated phenotypes of amelogenesis imperfecta”. American Journal of Medical Genetics. Part a 140 (23):  2547–55. doi:10.1002/ajmg.a.31358. PMC 1847600. PMID 16838342.